# Pilă de combustie cu alimentare directă cu etanol
O pilă de combustie cu alimentare directă cu etanol (în engleză direct-ethanol fuel cell – DEFC) este o subcategorie a pilelor de combustie cu membrană schimbătoare de protoni care folosesc etanolul (C2H5OH) drept combustibil.

## Avantaje
DEFC folosește etanol în celula de combustibil în loc de metanol, care este toxic. Etanolul este o alternativă atractivă la metanol, deoarece vine cu un lanț de aprovizionare care este deja în exploatare. Etanolul este un combustibilul mai ușor de utilizat pe scară largă de către consumatori.
Etanolul este un lichid bogat în hidrogen și are o energie specifică mare (8,0 kWh/kg) în comparație cu metanolul (6,1 kWh/kg). Fracția masică a hdrogenului în etanol este de 13,04 %. Etanolul poate fi obținut în cantități mari din biomasă prin procesul de fermentație alcoolică din resurse regenerabile precum trestie de zahăr, grâu, porumb, sau chiar paie. Astfel, etanolul biogenerat (bioetanolul) este atractiv, deoarece culturile cultivate pentru biocombustibili absorb o mare parte din dioxidul de carbon emis în atmosferă din combustibilul utilizat pentru producerea biocombustibililor și din arderea biocombustibililor înșiși. Acest lucru este în contrast cu utilizarea combustibililor fosili. Utilizarea etanolului ar depăși, de asemenea, atât problemele de stocare, cât și de infrastructură a hidrogenului pentru aplicațiile cu pile de combustie. Într-o pilă de combustie, oxidarea oricărui combustibil necesită utilizarea unui catalizator pentru a atinge densitățile de curent necesare la pilele de combustie viabile comercial, iar catalizatorii pe bază de platină sunt unii dintre cei mai eficienți la oxidarea moleculelor organice mici.

## Reacțiile electrochimice

Diagrama procesului de reacție într-o DEFC

DEFC, similar cu DMFC, se bazează pe oxidarea etanolului pe un strat catalizator pentru a forma dioxid de carbon. Apa este consumată la anod și este produsă la catod. Protonii (H+) trec prin membrana schimbătoare de protoni către catod unde reacționează cu oxigenul pentru a produce apă. Electronii trec printr-un circuit extern de la anod la catod, alimentând cu curent electric dispozitivele conectate.
Reacțiile parțiale sunt:
- la anod:

{\displaystyle \mathrm {C_{2}H_{5}OH+3\ H_{2}O\to 12\ H^{+}+12\ e^{-}+2\ CO_{2}} }   (oxidare)
- la catod:

{\displaystyle \mathrm {3\ O_{2}+12\ H^{+}+12\ e^{-}\to 6\ H_{2}O} }   (reducere)
- global:

{\displaystyle \mathrm {C_{2}H_{5}OH+3\ O_{2}\to 3\ H_{2}O+2\ CO_{2}} }   (reacție redox)

## Probleme
Catalizatorii pe bază de platină sunt scumpi, așa că exploatarea practică a etanolului drept combustibil la o membrană schimbătoare de protoni necesită un nou catalizator. Au fost dezvoltați noi electrocatalizatori nanostructurați (de exemplu HYPERMEC de către ACTA SpA), care au la bază metale nenobile, de preferință amestecuri de Fe, Co, Ni la anod și Ni, Fe sau Co singur la catod. Cu etanol, s-au obținut densități de putere de până la 140 mW/cm2 la 0,5 V la 25 °C cu celule cu autorespirație cu membrane schimbătoare de anioni comerciale. Acest catalizator nu conține metale prețioase. În practică, particule mici de metal sunt fixate pe un substrat în așa fel încât să producă un catalizator foarte activ.
Electrolitul este un polimer. Sarcina este transportată de ionul de hidrogen (proton). Etanolul lichid este oxidat la anod în prezența apei, generând CO2, ioni de hidrogen și electroni. Ionii de hidrogen trec prin electrolit. Ei reacționează la catod cu oxigenul din aer și cu electronii din circuitul extern formând apă.
Pilele de combustie pe bază de bioetanol pot îmbunătăți randamentul energetic al acestui biocombustibil datorită ratei de conversie crescute a pilei de combustie în comparație cu motoarele cu ardere internă. Însă cercetarea acestor pile și a celor alimentate cu metanol este frânată de cercetările asupra pilelor de combustie alimentate cu hidrogen.

## Realizări
S-au realizat mai multe prototipuri de pile de combustie cu alimentare directă cu etanol, folosite ca încărcătoare pentru telefoane mobile. având tensiuni de 2–7 V și puteri de 0,8–2 W.